# Новогригорівська сільська рада (Вознесенський район)
Новогриго́рівська сільська́ ра́да — адміністративно-територіальна одиниця та орган місцевого самоврядування в Вознесенському районі Миколаївської області. Адміністративний центр — село Новогригорівка.

## Загальні відомості
- Населення ради: 1 747 осіб (станом на 2001 рік)

## Населені пункти
Сільській раді підпорядковані населені пункти:
- с. Новогригорівка
- с. Ракове

## Склад ради
Рада складається з 20 депутатів та голови.
- Голова ради:
- Секретар ради: Цоня Людмила Степанівна

### Керівний склад попередніх скликань
| Прізвище, ім'я, по батькові | Основні відомості                                            | Дата обрання | Дата звільнення |
| --------------------------- | ------------------------------------------------------------ | ------------ | --------------- |
| Барладян Микола Миколайович | Сільський голова, 1956 року народження, безпартійний         | 26.03.2006   | 01.02.2008      |
| Влачига Вадим Павлович      | Сільський голова, 1955 року народження, член Партії регіонів | 01.06.2008   | 31.10.2010      |
| Влачига Вадим Павлович      | Сільський голова, 1955 року народження, член Партії регіонів | 31.10.2010   | 19.09.2014      |

Примітка: таблиця складена за даними сайту Верховної Ради України

### Депутати
За результатами місцевих виборів 2010 року депутатами ради стали:

#### За суб'єктами висування
| Суб'єкт висування | Кількість обраних депутатів | %  |
| ----------------- | --------------------------- | -- |
| Партія регіонів   | 19                          | 95 |
| Самовисування     | 1                           | 5  |

#### За округами
| № округу        | Прізвище, ім'я, по батькові        | Дата визнання обраним | Освіта             | Партійна приналежність | Відомості про обраного депутата                                    |
| --------------- | ---------------------------------- | --------------------- | ------------------ | ---------------------- | ------------------------------------------------------------------ |
| Партія регіонів |                                    |                       |                    |                        |                                                                    |
| 1               | Цоня Людмила Степанівна            | 01.11.2010            | вища               | член Партії регіонів   | Новогригорівська сільська рада, секретар                           |
| 2               | Танцура Наталія Анатоліївна        | 01.11.2010            | вища               | член Партії регіонів   | Новогригорівська сільська рада, інспектор з обліку                 |
| 4               | Чернопіщенко Людмила В'ячеславівна | 01.11.2010            | середня спеціальна | член Партії регіонів   | Новогригорівська відділення зв'язку, завідувачка                   |
| 5               | Дорошенко Сергій Андрійович        | 01.11.2010            | вища               | позапартійний          | Вознесенський МРВУМВС, начальник відділу по боротьбі з наркотиками |
| 6               | Дарєва Світлана Миколаївна         | 01.11.2010            | вища               | член Партії регіонів   | Новогригорівська сільська бібліотека, бібліотекар                  |
| 7               | Машкін Сергій Анатолійович         | 01.11.2010            | вища               | позапартійний          | Новогригорівська заочна школа, вчитель                             |
| 8               | Харчук Юрій Вікторович             | 01.11.2010            | середня            | член Партії регіонів   | в/ч А 2920, охоронець                                              |
| 9               | Цоня Олег Анатолійович             | 01.11.2010            | вища               | член Партії регіонів   | тимчасово не працює                                                |
| 10              | Барладян Олена Володимирівна       | 01.11.2010            | вища               | член Партії регіонів   | Новогригорівський дошкільний заклад, вихователь                    |
| 11              | Кузьменко Ганна Корнеліусівна      | 01.11.2010            | вища               | член Партії регіонів   | Новогригорівський дошкільний заклад, завідувачка                   |
| 12              | Козавчинський Микола Якович        | 01.11.2010            | вища               | позапартійний          | тимчасово не працює                                                |
| 13              | Рожко Микола Єфремович             | 01.11.2010            | вища               | член Партії регіонів   | Вознесенський РЕС, електрослюсар                                   |
| 14              | Бойко Андрій Анатолійович          | 01.11.2010            | вища               | позапартійний          | приватний підприємець                                              |
| 15              | Мельниченко Тетяна Вікторівна      | 01.11.2010            | вища               | член Партії регіонів   | тимчасово не працює                                                |
| 16              | Руденко Віталій Миколайович        | 01.11.2010            | вища               | позапартійний          | приватний підприємець                                              |
| 17              | Олейнічук Валентина Станіславівна  | 01.11.2010            | вища               | член Партії регіонів   | Раківське відділення зв'язку, завідувачка                          |
| 18              | Маняк Людмила Володимирівна        | 01.11.2010            | вища               | член Партії регіонів   | ПСП Новогригорівське, головнийекономіст                            |
| 19              | Влачига Віктор Володимирович       | 01.11.2010            | середня спеціальна | член Партії регіонів   | Укртелеком ВАТ, слюсар                                             |
| 20              | Суботнік Олена Володимирівна       | 01.11.2010            | вища               | член Партії регіонів   | тимчасово не працює                                                |
| Самовисування   |                                    |                       |                    |                        |                                                                    |
| 3               | Сінкевич Іван Іванович             | 01.11.2010            | вища               | позапартійний          | Новогригорівська сільська рада, землевпорядник                     |